# Mesterházy Ákos
Mesterházy Ákos (Deutsch Krone, Németország, (ma: Wałcz, Lengyelország), 1945. január 14. –) Széchenyi-díjas magyar agrármérnök, növénynemesítő, a Magyar Tudományos Akadémia rendes tagja. Kutatási területe a búzanemesítés, a növényi rezisztencia (ellenállás) és az élelmiszer-biztonság. 2005-től a Gabonakutató Kft. (előtte Gabonatermesztési Kutatóintézet) tudományos igazgatóhelyettese.

## Életpályája
1962-ben kezdte megy egyetemi tanulmányait a Keszthelyi Agrártudományi Egyetemen (2000-től Pannon Egyetem Georgikon Kar), ahol 1967-ben szerzett diplomát. Ezt követően A Német Demokratikus Köztársaságban, majd 1969-től az MTA Növényvédelmi Kutatóintézetében dolgozott. 1971-ben védte meg egyetemi doktori disszertációját. 1972-ben került át a szegedi Gabonatermesztési Kutatóintézetbe. Itt a kutatóintézeti ranglétrát végigjárva 1993-ban tudományos tanácsadóvá nevezték ki. 2005-ben az időben céggé alakult intézet biotechnológiai és rezisztenciakutatási főosztály vezetésével bízták meg, valamint tudományos igazgatóhelyettesként is kezdett dolgozni. Itt a búza és kukoricarezisztencia, valamint az analitikai labor került irányítása alá. Kutatóintézeti munkája mellett a Szegedi Tudományegyetemen és a Szent István Egyetemen kezdett el oktatni, többek között a rezisztencianemesítés alapjai című kurzust. Utóbbi egyetem doktori iskolájának törzstagja is lett. 1998 és 2001 között Széchenyi professzori ösztöndíjjal kutatott.
1981-ben védte meg a mezőgazdasági tudományok kandidátusi, 1989-ben akadémiai doktori értekezését. Az MTA Növényvédelmi Bizottságának, a Növénynemesítési Bizottságnak és a Mikrobiológiai Bizottságnak lett tagja. Később a Doktori Tanácsba is bekerült. 2007-ben a Magyar Tudományos Akadémia levelező, 2013-ban rendes tagjává választotta. Akadémiai tevékenysége mellett számos magyar és nemzetközi tudományos szervezetben is aktívvá vált, így a Magyar Növénynemesítők Egyesületében, illetve az Amerikai és a Német Pitopatológiai Társaságban. A Cereal Research Communications, a Czech Journal of Genetics és a Plant Breeding című folyóiratok szerkesztőbizottságába is bekerült. Több mint négyszáz tudományos publikáció szerzője vagy társszerzője.

## Díjai, elismerései
- a mezőgazdaság kiváló dolgozója (1975)
- Akadémiai Díj (1992)
- MTA Arany János kuratóriumi díj (2001)
- Darányi Ignác szakkuratóriumi díj (2001)
- Magyar Köztársasági Arany Érdemkereszt (2005)
- Baross László-emlékérem (2009)
- Fleischmann Rudolf-díj (2012)
- Gábor Dénes-életműdíj (2015)
- Széchenyi-díj (2021)[1]

## Főbb publikációi
- Fusarium diseases of wheat and triticale in South East Hungary (1974)
- Reaction of winter wheat varieties to four Fusarium species (1977)
- Comparative analysis of artificial inoculation methods with Fusarium spp. on winter wheat varieties (1978)
- Breeding wheat for resistance to Fusarium graminearum and F. culmorum (1983)
- A laboratory method to predict pathogenicity of Fusarium graminearum in field and resistance to scab (1984)
- Selection of head blight resistant wheat through improved seedling resistance (1987)
- Progress in breeding of wheat and corn not susceptible to infection by Fusaria (1989)
- Assessing non-specificity of resistance in wheat to head blight caused by inoculation with European strains of Fusarium culmorum, F. graminearum and F. nivale, using a multiplicative model for interaction (társszerző, 1995)
- Types and components of resistance against Fusarium head blight of wheat (1995)
- Early telarche symptoms in children and their relations to zearalenon contamination in foodstuffs (társszerző, 1997)
- Nature of wheat resistance to Fusarium head blight and the role of deoxynivalenol for breeding (társszerző, 1999)
- Effect of mycotoxins on human immune functions in vitro (társszerző, 2001)
- Role of deoxynivalenol in aggressiveness of Fusarium graminearum and F-culmorum and in resistance to Fusarium head bligh (társszerző, 2002)
- Identification of QTLs for resistance to Fusarium head blight, DON accumulation and associated traits in the winter wheat variety Arina (társszerző, 2007)
- Detection and characterization of twenty-eight isomers of fumonisin B, (FB1) mycotoxin in a solid rice culture infected with Fusarium verticillioides by reversed-phase high-performance liquid chromatography/electrospray ionization time-of-flight and ion trap mass spectrometry (társszerző, 2010)